# کیارول آرسو
کیارول آرسو (انگلیسی: Quiarol Arzú؛ زادهٔ ۳ مارس ۱۹۸۵) بازیکن فوتبال اهل هندوراس بود.
وی همچنین در تیم‌های ملی فوتبال زیر ۲۳ سال هندوراس و هندوراس بازی کرده است.